# Generatorprincipen
Generatorprincipen innebär att det induceras en elektromotorisk spänning i en elektrisk ledare som vrids runt i ett magnetfält. Om en yttre belastning ansluts kommer den inducerade spänningen att ge upphov till en ström i kretsen.
För varje gång ledaren passerar mittlinjen mellan polerna ändrar spänningen polaritet och strömmen sin riktning.
En funktion för den genererade växelspänningen kan lösas ut. Det magnetiska flödet i ledaren
{\displaystyle \Phi =B\cdot A}
A är arean som ledaren täcker, B är flödestätheten.
När det magnetiska flödet genom ledaren ändras induceras en spänning i den.
När ledaren roterar förändras det magnetiska flödet genom ledarens area.
{\displaystyle A=A_{\top }\cdot \cos {(\alpha )}}.
Där {\displaystyle A_{top}} är maxarean, alltså när ledaren ligger platt mot magnetfältet och {\displaystyle \alpha =0}. Arean förändras enligt funktionen
{\displaystyle A(t)=A_{\top }\cdot \cos {(\omega \cdot t)}}
där {\displaystyle \omega } är vinkelhastigheten. Den inducerade spänningen är
{\displaystyle e=N\cdot -{\frac {d\Phi }{dt}}}.
Om vi sätter in funktionen för {\displaystyle A} (Arean) i formeln för {\displaystyle \Phi } får vi
{\displaystyle \Phi =B\cdot A_{\top }\cdot \cos {(\omega \cdot t)}\Rightarrow {\frac {d\Phi }{dt}}=-B\cdot A_{\top }\cdot \omega \cdot \sin(\omega \cdot t)}
{\displaystyle e=N\cdot B\cdot A_{\top }\cdot \omega \cdot \sin(\omega \cdot t)}
Vi kan teckna konstanten û och få en enklare funktion för den genererade växelspänningen
{\displaystyle {\hat {u}}=N\cdot B\cdot A_{\top }\cdot \omega }
{\displaystyle u={\hat {u}}\sin(\omega \cdot t)}